# 바시티 (음악 그룹)

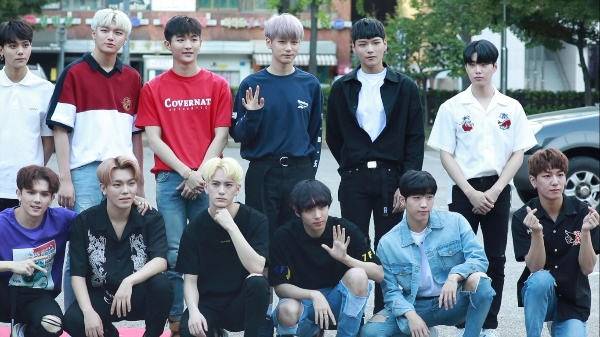
2018년 8월

바시티(Varsity)는 CSO 엔터테인먼트가 2017년 결성한 대한민국의 보이 밴드이다. 나중에 정글 엔터테인먼트와 계약하게 된다. 이들은 2017년 1월 5일 U R My Only One으로 데뷔하였다.

## 구성원

### 현재 구성원
- 준우
- 데이먼
- 시월
- 씬
- 재빈
- 앤써니
- 다원
- 만니

### 과거 구성원
- 키드 - 리더
- 리호
- 승보
- 윤호

## 디스코그래피

### EP
- U & I, Date - 2017년 10월 12일

### 싱글
"U R My Only One" - 2017년
"Hole In One - 2017년
"Can You Come Out Now?" (지금 나올래) - 2017년
"Flower (Flos Clarissimus)" - 2018년
"We'll Meet Again" - 2020년